# Pseudocanthon caeranus
Pseudocanthon caeranus là một loài bọ cánh cứng trong họ Bọ hung (Scarabaeidae).